# École primaire de Drachenbronn-Birlenbach
L'école primaire de Drachenbronn-Birlenbach est un monument historique situé à Drachenbronn-Birlenbach, dans le département français du Bas-Rhin.

## Localisation
Ce bâtiment est situé au 8, rue Louis-Philippe-Kamm à Drachenbronn-Birlenbach.

## Historique
L'édifice fait l'objet d'une inscription au titre des monuments historiques depuis 1996.